# Seznam děkanů Filozoficko-přírodovědecké fakulty v Opavě Slezské univerzity v Opavě
Toto je seznam děkanů Filozoficko-přírodovědecké fakulty v Opavě Slezské univerzity v Opavě.
1. Jiří Urbanec (1990–1991)[1]
2. Zdeněk Stuchlík (1991–1994)[2]
3. Jaroslav Bakala (1994–1997)[3]
4. Zdeněk Jirásek (1997–2001)[4]
5. Zdeněk Stuchlík (2001–2007)[2]
6. Zdeněk Jirásek (2007–2011)[4]
7. Zdeněk Stuchlík (2011–2019)[2]
8. Irena Korbelářová (od 2019)[5]